# جفری مایکل هیر
جفری مایکل هیر (به انگلیسی: Jeffrey Heer) (متولد ۱۵ ژوئن ۱۹۷۹) دانشمند رایانه آمریکایی است که به دلیل تحقیقات در زمینه تجسم اطلاعات و تجزیه و تحلیل داده‌های تعاملی شناخته شده‌است. او استاد علوم و مهندسی رایانه در دانشگاه واشینگتن است. او در سال ۲۰۱۲ به همراه جو هلرستین و شان کندل شرکت تریفاکتا را تأسیس کرد.

## تحصیلات
هیر مدرک کارشناسی، کارشناسی ارشد و دکترا از دانشگاه کالیفرنیا، برکلی دریافت کرد. او به عنوان دانشجوی کارشناسی ارشد در دانشگاه کالیفرنیا برکلی، او جعبه ابزار تجسم پریفیوز و فلیر را توسعه داد.

## تحقیقات و حرفه
هیر از سال ۲۰۰۹ تا ۲۰۱۳ استادیار علوم رایانه در دانشگاه استنفورد بود. او همچنین یکی از بنیانگذاران و مدیر ارشد کارآموزدگی شرکت تریفاکتا است. تحقیقات هیر بر روی سیستم‌ها و تکنیک‌های جدید برای تجسم داده‌ها متمرکز است. به عنوان یکی از اعضای هیئت علمی دانشگاه استنفورد، او با مایک بوستاک روی سیستم‌های پروتویس و D3.js کار کرد.
هیر سپس به دانشگاه واشینگتن نقل مکان کرد و در آنجا با دانشجویان و همکاران برای توسعه گرامرهای تجسم وگا و وگا-لایت کار کرد. همراه با جو هلرستین و شان کندل، هیر ابزارهای تعاملی را برای تبدیل داده‌ها (از جمله داده رنگلر) توسعه داده است که منجر به تأسیس تریفاکتا شد. سایر مشارکت‌های تحقیقاتی شامل کار بر روی درک گرافیکی تجسم‌ها، تجزیه و تحلیل داده‌های اجتماعی، تجسم متن، و ابزارهای ترجمه تعاملی زبان است. 

## جوایز و افتخارات
تحقیقات هیر توسط  جایزه گریس موری هاپر، جایزه پژوهشگر اکتشاف مبتنی بر داده بنیاد گوردون و بتی مور، کمک هزینه تحصیلی آلفرد پی اسلون و فهرست بررسی فناوری ام‌آی‌تی تکنالجی ریویو شناخته شده است. هیر و شاگردانش جوایز بهترین مقاله را در کنفرانس‌های تعامل انسان و رایانه و تجسم دریافت کرده‌اند. آثار او در مطبوعات عامه پسند نیز ظاهر شده است.
هیر به‌ عنوان همکار انجمن ماشین‌های حسابگر، در کلاس ۲۰۲۴، «به‌خاطر مشارکت در تجسم اطلاعات، علم داده‌های انسان‌محور، و یادگیری ماشینی تعاملی» نام‌گذاری شد.